# معيدلة
معيدلة هي إحدى القرى اللبنانية من قرى قضاء صيدا في محافظة الجنوب.